# Orthotrichia costalis
Orthotrichia costalis – chruścik z rodziny Hydroptilidae. Larwy budują małe, przenośne domki, wielkością i kształtem przypominające nasionko kminku.
Występuje w całej Europie w jeziorach i rzekach, limnebiont preferujący jeziora eutroficzne i strefę elodeidową.
Imagines licznie poławiane nad Śniardwami. Larwy łowiono w jeziorach Wielkopolski. W Finlandii w jeziorach występuje licznie, choć lokalnie, w częściach jezior słabo zeutrofizowanych lub zanieczyszczonych. Imagines bardzo często łowione nad jeziorami Karelii, Estonii i Łotwy, nie spotykany nad jeziorami dystroficznymi. Imagines i larwy spotykane w jeziorach Niemiec, Danii i Holandii, w fitolitoralu, rdestnicach, ramienicach w eutroficznej części jezior. Larwy i imagines złowiono w jez. Trasimeno we Włoszech. Na Kaukazie występuje i jest uważany za gatunek stagnofilny. W zbiornikach delty Wołgi larwy łowione wśród roślinności, peryfitonie, brak w zbiornikach dystroficznych. Imagines licznie spotykane nad Balatonem.
Larwy preferują zbiorowiska osoki oddalone od litoralu i duże zbiorowiska tej roślinności, wskazuje to na preferencje do strefy elodeidowej. Larwy spotykane także w glonach nitkowatych (oraz na Potamogeton lucens). Gatunek równinny preferujący zarośnięte i nowo powstające zbiorniki.